# Louk Sanders
Louk H. Sanders (Oegstgeest, 9 mei 1950) is een voormalig beroepstennisser uit Nederland. Sanders werd in de 70'er jaren na Tom Okker de beste tennisspeler in Nederland. Hij speelde rechtshandig.
Sanders ging het tennisprof-circuit in toen hij 26 was. Hij werd acht keer achter elkaar nationaal kampioen, van 1974 tot en met 1981, is daarmee recordhouder en werd driemaal indoor kampioen, in 1975, 1979 en 1983. Hij speelde 15 wedstrijden tussen 1974 tot 1983 voor de Davis Cup, bereikte in 1977 voor het eerst een plaats in de top-100 van de ATP-wereldranglijst, haalde in 1981 daarop de 86e positie, haalde de derde ronde in 1979 van Roland Garros en won onder andere in 1978 in de dubbel met Rolf Thung de British Hardcourt titel.
Sanders heeft economie gestudeerd en werd na het beëindigen van zijn tenniscarrière bankier bij Van Lanschot. Hij is getrouwd en heeft twee kinderen.

## Grandslamtoernooien
| Legenda | Legenda                          |
| ------- | -------------------------------- |
| g.t.    | geen toernooi gehouden           |
| l.c.    | lagere categorie                 |
| –       | niet deelgenomen                 |
| G       | uitgeschakeld in de groepsfase   |
| 1R      | uitgeschakeld in de eerste ronde |
| 2R      | uitgeschakeld in de tweede ronde |
| 3R      | uitgeschakeld in de derde ronde  |
| 4R      | uitgeschakeld in de vierde ronde |
| KF      | uitgeschakeld in de kwartfinale  |
| HF      | uitgeschakeld in de halve finale |
| F       | de finale verloren               |
| W       | het toernooi gewonnen            |
| w-v     | winst/verlies-balans             |

### Enkelspel
| Toernooi        | 1978 | 1979 | 1980 | 1981 |
| --------------- | ---- | ---- | ---- | ---- |
| Australian Open | –    | –    | –    | –    |
| Roland Garros   | 1R   | 3R   | 2R   | 1R   |
| Wimbledon       | 1R   | –    | –    | –    |
| US Open         | –    | –    | –    | –    |

### Mannendubbelspel
| Toernooi        | 1978 | 1979 | 1980 |
| --------------- | ---- | ---- | ---- |
| Australian Open | –    | –    | –    |
| Roland Garros   | 1R   | 2R   | 2R   |
| Wimbledon       | –    | –    | –    |
| US Open         | –    | –    | –    |

## Websites
- (en)  Profiel van Louk Sanders op de website van de ATP
- (en) Profiel van Louk Sanders op de website van de ITF
- (en)  Profiel van Louk Sanders in de Davis Cup